# Уралов, Гелий Иосифович
Гелий Иосифович Уралов (род. 23 марта 1931, Киев, Украина)  — советский руководитель стройиндустрии, начальник Главвостокстройиндустрии, член коллегии Минвостокстроя СССР, Писатель
Москва

## Биография
Родился в 1931 году в городе Киеве. Здесь прошли его детство и юность. Это были тяжелые годы войны, Уфа, Благовещенск, Оренбург. После войны он вернулся в Киев. По окончании института его направили в Казань. Первые три года он работал инженером конструктором, затем до конца трудовой деятельности на производстве. За годы своей производственной деятельности занимал должности: начальника смены, технолога, главного инженера, директора завода, генерального директора производственного объединения. Завершил трудовую деятельность начальником Главного управления, членом коллегии союзного Министерства. Уралов Гелий Иосифович описал этапы своего жизненного пути в книге "От мастера до начальника Главка. Воспоминания"
Значимое место в деятельности Уралова представляют два периода. Первый в Нижнекамске Татария. Здесь под его руководством был построен, пущен в эксплуатацию и выведен на проектные мощности крупнейший по тем временам завод строительной индустрии. На базе этого завода было создано объединение Камэнергостройпром. В состав объединения вошли заводы в городах: Нижнекамск, Набережные Челны, Заинск, поселке Северка свердловской области. Эти предприятия осуществляли поставки на крупнейшие стройки, Волжский автомобильный завод, тепловые и атомные электростанции, Нижнекамский нефтехимкомбинат, Камский автомобильный завод. Второй, относится к 1980-1990 годам, ему как опытному руководителю, поручают возглавить отдельную отрасль союзного министерства Минвостокстрой СССР. В должности начальника Главвостокстройиндустрии, под его руководством, на огромной Дальневосточной территории: Иркутская, Читинская, Амурская, Магаданская, Сахалинская области, Якутская, Бурятская республики, Хабаровский, Приморский, Камчатский края, построены и введены в эксплуатацию целый ряд современных заводов строительной индустрии, осуществлялось руководство действующими предприятиями, внедрялись передовые технологии. Его заслуги отмечены правительственными наградами.

## Творчество
Уралов всю жизнь работал на производстве. Литературной деятельностью начал заниматься уже на пенсии.
Написал три романа, воспоминания "От мастера до начальника главка", книгу стихов.
Первый роман "Быть в строю", рассказывает о событиях семидесятых годов прошлого столетия в так называемые брежневские времена. Главный герой романа, руководитель крупной стройки Орлов, находится в сложных взаимоотношениях с партийными функционерами, находящейся у власти коммунистической партии. Гелий Иосифович начал это сочинение еще в семидесятые годы двадцатого столетия. Бросил, затерял, завершил в 2013-2014 годах.
Роман "Утес" 2014 год, небольшой, но по отзывам увлекательный.
Студентка приезжает на каникулы домой, где чуть ли ни стала причиной гибели молодого парня, приехавшего на отдых в эти места. Он уезжает, но все время вспоминает свою знакомую.Через продолжительное время, вернувшись, видит, опоздал, она с ребенком. Дальнейшие события трагичны. Однако, завершилось все хорошо для обоих героев.
Роман "Перевернутый мир" написан в 2015-2016 годах.
Роман RUSSIA REALITY Перевернутый мир пытается раскрыть перипетии двухтысячных годов, характерные и в настоящее время.
Гелий Уралов, написал этот роман на основе своих впечатлений. События романа разворачиваются в среднем губернском городе России в первое десятилетие двухтысячных годов. В области и в городе власть сосредоточилась в руках небольшой группы влиятельных чинов во главе с вице-губернатором и генералом полиции. Здесь же расположен закрытый научный институт, в котором разрабатываются сложные задачи. Как всегда, в жизни, одни герои стремятся добиться выдающихся успехов в своей деятельности направленной на благо всего общества, другие, также очень активные, заняты своим благополучием и пополнением собственных карманов.
Произведения, Уралова в издательствах в ЛитРес и Ридеро.

## Семья
Был женат, супруга Уралова Анна Васильевна — (скончалась в 2012 году), инженер технолог, окончила казанский химико технологический институт. В Казани избиралась в городской совет. Работала секретарем парткома казанской фабрики кинопленки «Тасма». В городе Нижнекамск заместителем председателя горисполкома. дети: сын Владимир (род.1957) физик, настоящее время на пенсии.